# Episodi de L'esercito delle 12 scimmie (prima stagione)
La prima stagione della serie televisiva L'esercito delle 12 scimmie, composta da 13 episodi, è stata trasmessa in prima visione sul canale via cavo statunitense Syfy dal 16 gennaio al 10 aprile 2015.
In Italia la stagione è stata interamente pubblicata il 20 marzo 2017 sul servizio di video on demand Netflix.
| nº | Titolo             | Titolo italiano          | Prima TV USA     | Pubblicazione Italia |
| -- | ------------------ | ------------------------ | ---------------- | -------------------- |
| 1  | Splinter           | Frammentazione           | 16 gennaio 2015  | 20 marzo 2017        |
| 2  | Mentally Divergent | L'antro della follia     | 23 gennaio 2015  | 20 marzo 2017        |
| 3  | Cassandra Complex  | La sindrome di Cassandra | 30 gennaio 2015  | 20 marzo 2017        |
| 4  | Atari              | Atari                    | 6 febbraio 2015  | 20 marzo 2017        |
| 5  | The Night Room     | La Stanza della notte    | 13 febbraio 2015 | 20 marzo 2017        |
| 6  | The Red Forest     | Una foresta rossa        | 20 febbraio 2015 | 20 marzo 2017        |
| 7  | The Keys           | Le Keys                  | 27 febbraio 2015 | 20 marzo 2017        |
| 8  | Yesterday          | Ieri                     | 6 marzo 2015     | 20 marzo 2017        |
| 9  | Tomorrow           | Domani                   | 13 marzo 2015    | 20 marzo 2017        |
| 10 | Divine Move        | Mossa divina             | 20 marzo 2015    | 20 marzo 2017        |
| 11 | Shonin             | Shonin                   | 27 marzo 2015    | 20 marzo 2017        |
| 12 | Paradox            | Paradosso                | 3 aprile 2015    | 20 marzo 2017        |
| 13 | Arms of Mine       | These Arms of Mine       | 10 aprile 2015   | 20 marzo 2017        |